# Shelly Island
Shelly Island es una isla que se formó a partir de abril de 2017 como banco de arena en el área conocida como "el Cementerio del Atlántico", cerca de la corriente del Labrador y la del Golfo.
Está localizada a 50 yardas frente al cabo Point en Buxton, Carolina del Norte, en Estados Unidos Tiene una extensión de 1 milla de largo y 500 pies de ancho.